# Nováčany
Nováčany est un village de Slovaquie situé dans la région de Košice.

## Histoire
Première mention écrite du village en 1322.
La localité fut annexée par la Hongrie après le premier arbitrage de Vienne le 2 novembre 1938. En 1938, on comptait 440 habitants. Elle faisait partie du district de Cserhát-Encs (hongrois : Cserhát-encsi járás). Durant la période 1938 - 1945, le nom hongrois Jászóújfalu était d'usage. À la libération, la commune a été réintégrée dans la Tchécoslovaquie reconstituée.

## Démographie

### Évolution de la population
| Année:               | 1994. | 2004.   | 2014.    | 2024.   |
| -------------------- | ----- | ------- | -------- | ------- |
| Nombre de personnes: | 631   | 679     | 752      | 758     |
| Différence:          |       | +7,60 % | +10,75 % | +0,79 % |

| Année:               | 2023. | 2024.   |
| -------------------- | ----- | ------- |
| Nombre de personnes: | 761   | 758     |
| Différence:          |       | -0,39 % |